# Alexandre de Moraes

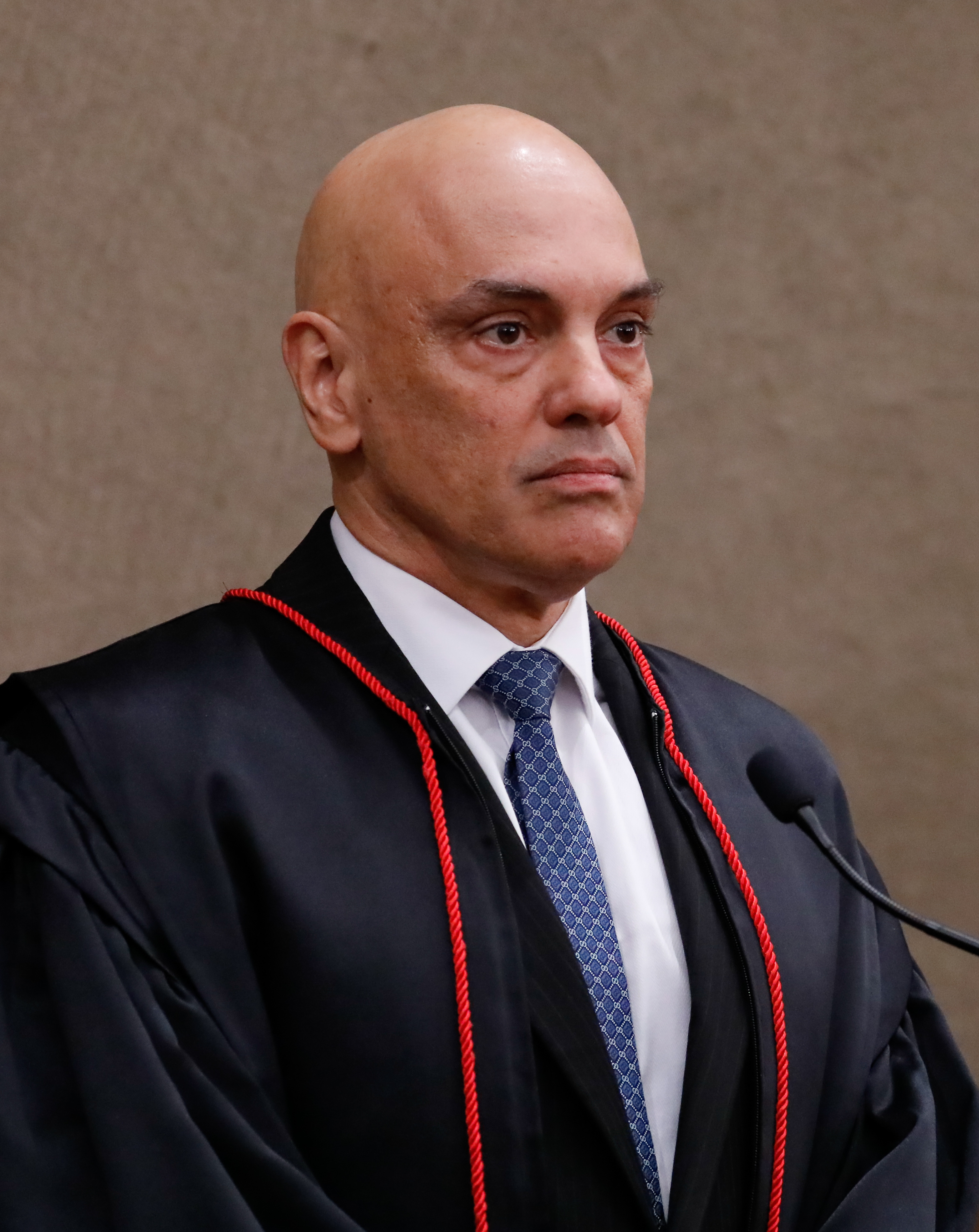
Alexandre de Moraes (2022)

Alexandre de Moraes (brasilianisches Portugiesisch: [aleˈʃɐ̃dɾi dʒi moˈɾajs]; geboren am 13. Dezember 1968) ist ein brasilianischer Jurist, Ex-Politiker, ehemaliger Präsident des Obersten Wahlgerichts und derzeit Minister des Obersten Bundesgerichts. Er ist seit dem 22. März 2017 Richter am Obersten Bundesgericht Brasiliens.

## Leben und Wirken
De Moraes war Sekretär für öffentliche Sicherheit im Bundesstaat São Paulo und Mitglied der brasilianischen Staatsanwaltschaft, bevor er 2017 von Präsident Michel Temer in seiner Funktion als Minister für Justiz und öffentliche Sicherheit an den Obersten Gerichtshof berufen wurde.
Seit etwa 2020 erregte Moraes in Brasilien und im Ausland große öffentliche Aufmerksamkeit, weil er mehrere Verhaftungen, Durchsuchungen und Sperrungen von Social-Media-Konten von Einzelpersonen und Gruppen, die in die Planung von Staatsstreichen und die Verbreitung von Fake News verwickelt waren oder dessen verdächtigt wurden, sowie landesweite Sperren von weit verbreiteten Plattformen wie Telegram und Twitter anordnete, die seinen gerichtlichen Forderungen nicht nachgekommen waren.
Zu de Moraes Anhängern gehört der derzeitige Präsident Brasiliens, Luiz Inácio Lula da Silva; zu seinen Kritikern zählt der ehemalige rechtspopulistische Präsident Jair Bolsonaro. 
De Moraes’ Vorsitz des Obersten Wahlgerichts Brasiliens und bestimmte Maßnahmen, die er während der brasilianischen Parlamentswahlen 2022 ergriff, hatten ihn zur Zielscheibe von Kritik – einschließlich falscher Verschwörungstheorien – durch den ehemaligen Präsidenten Jair Bolsonaro und seine Anhänger gemacht.
Im April 2024 beschuldigte der Eigentümer von X (ehemals Twitter), Elon Musk, de Moraes des „dreisten und wiederholten Verrats an der Verfassung und am brasilianischen Volk“ als Reaktion auf die Anordnung des Obersten Bundesgerichts, mehrere X-Konten zu sperren, und begründete dies mit der Bekämpfung von Desinformation. Dies wiederum führte dazu, dass der Oberste Bundesgerichtshof eine strafrechtliche Untersuchung gegen Musk wegen Verbreitung von Fehlinformationen und angeblicher Behinderung von Ermittlungen einleitete. Im August 2024 beschuldigte der Pressedienst von X de Moraes, den Mitarbeitern des sozialen Netzwerks in Brasilien mit Verhaftung gedroht zu haben, weil sie den Sperrungsverfügungen nicht nachgekommen seien. Als Reaktion darauf kündigte X die Schließung seiner Repräsentanz in dem Land an. Elon Musk wetterte erneut gegen den Richter und schlug vor, ihn anzuklagen. Am 30. August 2024 wurde X landesweit gesperrt, weil es die Richtlinie nicht befolgt hatte, und de Moraes setzte eine Geldstrafe in Höhe von 50.000 brasilianischen Reais (rund 8.000 Euro) pro Tag für jeden fest, der VPNs für den Zugang zu X verwendet. De Moraes ordnete ebenfalls die Sperre von VPNs von den Apple- und PlayStore an, dies wurde wenige Stunden später wieder zurückgenommen. Kurz darauf richtete X das Konto @AlexandreFiles ein, angeblich um „die ungesetzlichen Anweisungen von Alexandre de Moraes an X aufzudecken“. Am 2. September 2024 bestätigte der Oberste Gerichtshof Brasiliens die Entscheidung von de Moraes.
Nach der Anordnung einer Fußfessel für Jair Bolsonaro haben die USA Konsequenzen für Moraes angekündigt. US-Außenminister Marco Rubio erklärte in einem Post auf der Plattform X, er habe den Widerruf von Visa für Moraes und seine »Verbündeten am Gericht sowie deren unmittelbare Familienangehörige« angeordnet.
Er wurde am 30. Juli 2025 außerdem von den USA wegen Vorwürfen angeblicher richterlicher Übergriffe und Zensur bei seiner Aufsicht über Ermittlungen gegen Desinformation und politische Persönlichkeiten verurteilt, darunter auch Maßnahmen, die als Einschränkung der freien Meinungsäußerung während strafrechtlicher Ermittlungen gegen den ehemaligen brasilianischen Präsidenten Jair Bolsonaro wahrgenommen wurden.
Basis ist das Magnitsky Act.